# Minikahda Club
De Minikahda Club is een countryclub in de Verenigde Staten. De club werd opgericht in 1898 en bevindt zich in Minneapolis, Minnesota. De club beschikt over een 18-holes golfbaan en werd ontworpen door de golfbaanarchitecten Willie Watson en Robert Foulis.

## Golftoernooien
In 1916 ontving de club met het US Open voor de eerste keer een golftoernooi. Elf jaar na het US Open ontving de club het US Amateur Championship. Het volgende toernooi was de Walker Cup, in 1957, waar de Amerikaanse mannen wonnen van de Britten en de Ieren. In 1998 ontving de club de Curtis Cup en het team met Britse en Ierse vrouwen wonnen van de Amerikanen.
Voor het golftoernooi is de lengte van de baan 6100 m met een par van 73. De course rating is 72,3 en de slope rating is 136.
- US Open: 1916
- US Amateur Championship: 1927
- Walker Cup: 1957
- Curtis Cup: 1998